# Hydrellia valerosiae
Hydrellia valerosiae är en tvåvingeart som beskrevs av Canzoneri och Rampini 1990. Hydrellia valerosiae ingår i släktet Hydrellia och familjen vattenflugor.
Artens utbredningsområde är Tunisien. Inga underarter finns listade i Catalogue of Life.